# Espirulina
Espirulina es el nombre de un suplemento dietético que se obtiene a partir de cianobacterias del género Arthrospira, concretamente de las dos especies Arthrospira platensis y Arthrospira maxima. Originariamente estaban incluidas en el género Spirulina, lo que dio nombre al suplemento nutricional.
La arthrospira también se ha propuesto como complemento alimenticio en las industrias de acuicultura y aves de corral.

## Etimología y ecología

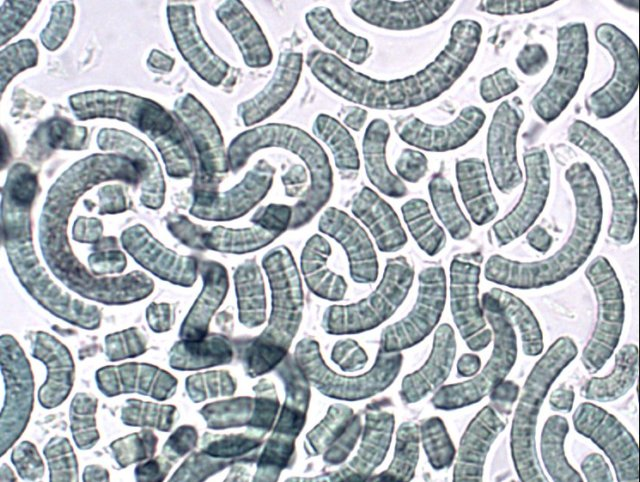
Polvo de espirulina a 400x, montaje en húmedo sin teñir

Las especies Arthrospira maxima y Arthrospira platensis alguna vez fueron clasificadas en el género Spirulina. El nombre común, espirulina, se refiere a la biomasa seca de A. platensis, que pertenece a las bacterias fotosintéticas que cubren los grupos Cyanobacteria y Prochlorales. Científicamente, existe una distinción entre la espirulina y el género Arthrospira. Se han aislado especies de Arthrospira de aguas alcalinas salobres y salinas en regiones tropicales y subtropicales. Entre las diversas especies incluidas en el género Arthrospira, A. platensis es la más ampliamente distribuida y se encuentra principalmente en África, pero también en Asia. Se cree que A. maxima se encuentra principalmente en California y México. El término espirulina sigue en uso por razones históricas.
Las especies de Arthrospira son algas filamentosas que flotan libremente y se caracterizan por tricomas cilíndricos multicelulares en una hélice abierta hacia la izquierda. Crecen naturalmente en lagos tropicales y subtropicales con pH alto y altas concentraciones de carbonato y bicarbonato. A. platensis se encuentra en África, Asia y América del Sur, mientras que A. maxima se limita a América Central. La mayor parte de la espirulina cultivada se produce en estanques de canales abiertos, con ruedas de paletas que se utilizan para agitar el agua.
La espirulina prospera a un pH de alrededor de 8.5 y superior, que se volverá más alcalino, y una temperatura alrededor de 30 grados Celsius (86,0 °F). Es un autótrofo, lo que significa que pueden crear su propio alimento y no necesitan una fuente de energía viva ni de carbono orgánico. Los siguientes son nutrientes para su cultivo:
- Bicarbonato de sodio - 16 g/l
- Nitrato de potasio - 2 g/l
- Sal marina - 1 g/l
- Fosfato de potasio - 0.1 g/l
- Sulfato de hierro - 0.0378 g/l

## Usos tradicionales

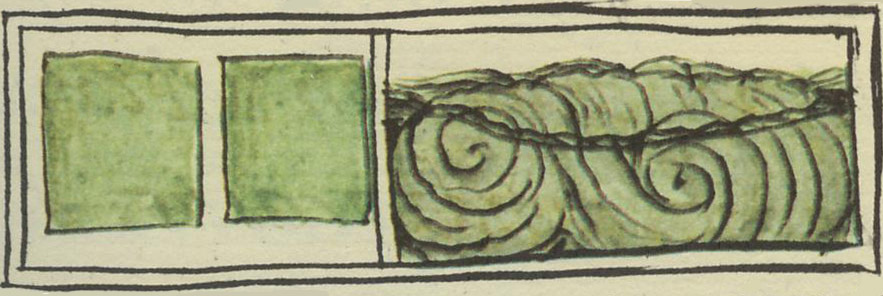
Ilustración de la cosecha de espirulina y las tortas hechas con la misma en el Códice Florentino,

Como usos tradicional, la espirulina  fue una fuente de alimento para los aztecas y otros pueblos mesoamericanos hasta el siglo XVI; uno de los soldados de Cortés describió la cosecha del lago de Texcoco en México y su posterior venta en tortas. Los aztecas lo llamaban tecuitlatl.
En investigaciones posteriores, la espirulina fue encontrada aún en abundancia en el lago Texcoco por investigadores franceses en la década de 1960, pero aun así, no se ha encontrado ninguna referencia a su uso en América como parte del alimento diario posterior al siglo XVI. Esto se debe probablemente al drenaje de los lagos circundantes para la agricultura y el desarrollo urbano.
Referencias posteriores sobre su cultivo tradicional en otras partes del mundo no se volvió a mencionar hasta 1940, cuando el psicólogo belga Pierre Dangeard mencionó un torta llamada dihe consumido por la tribu Kanembu, que lo cosecha en el lago Chad en la nación africana de Chad. Dangeard estudió las muestras de dihe y descubrió que era un puré seco de la forma primaveral de las algas verdiazules del lago. El dihe se usa para hacer caldos para comidas y también se vende en los mercados. Esta espirulina se cosecha en pequeños lagos y estanques alrededor del lago Chad.
Entre 1964 y 1965, el botánico Jean Leonard confirmó que el dihe está igualmente compuesto de espirulina, y posteriormente estudió igualmente una floración de algas en una planta de producción de hidróxido de sodio. Como resultado de ello, se realizó el primer estudio sistemático y detallado de los requisitos de crecimiento y la fisiología de la espirulina como base para establecer una producción a gran escala en la década de 1970.
Desde el año 2007, el dihe se empezó a explotar localmente de forma más eficiente para comercializarlo y obtener ingresos a fin de mejorar las condiciones de vida de las mujeres más pobres.

## Alimentación y nutrición

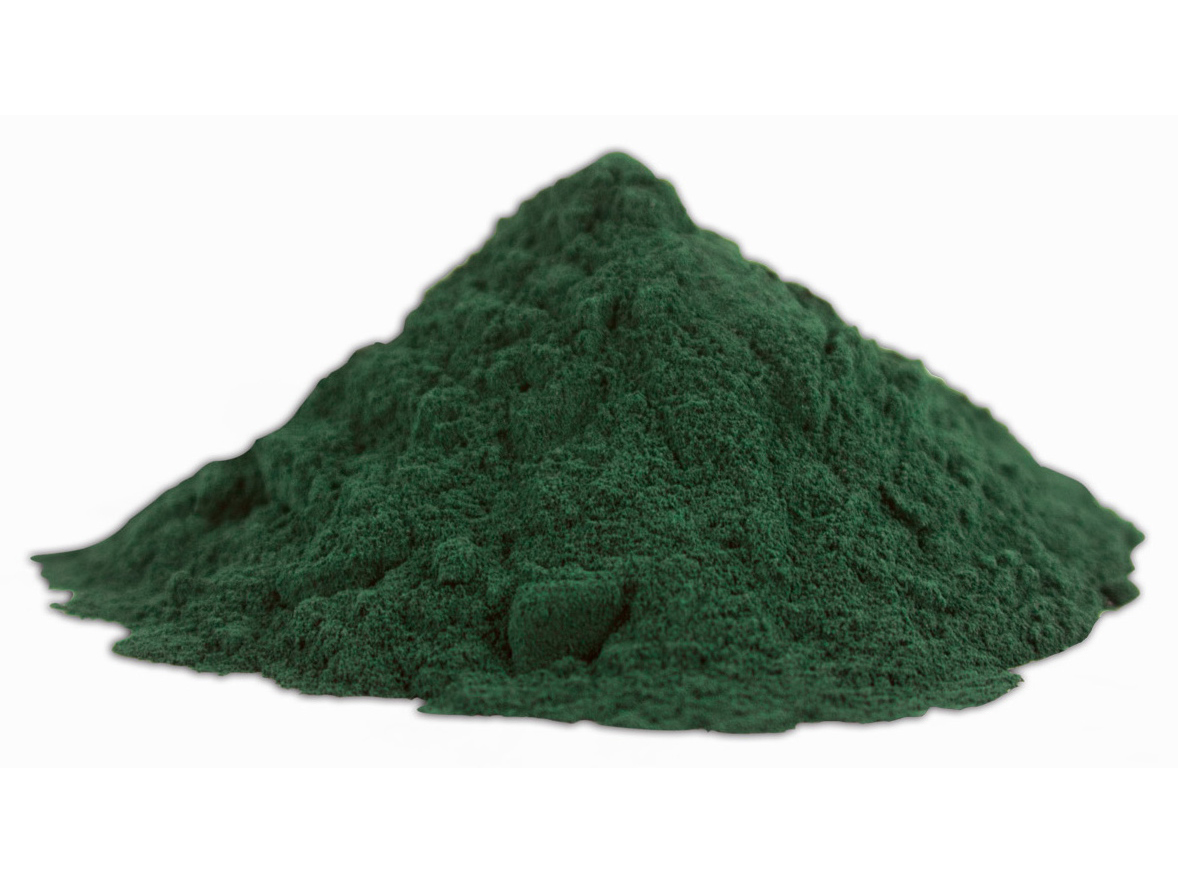
Espirulina seca en polvo

Como suplemento dietético ecológicamente sustentable y rico en nutrientes, se investiga a la espirulina como una opción para enfrentar temas de seguridad alimentaria y desnutrición, así como apoyo dietético en vuelos espaciales a largo plazo o misiones a Marte.

### Composición nutricional
Los suplementos a base de espirulina tienen, por término medio:
- Proteínas: alrededor de un 57 % (51-71 %) del peso seco.
- Glúcidos: entre un 8 y un 14 %, principalmente en forma de polisacáridos.
- Lípidos: aproximadamente 6 %, variable, tanto en cantidad como en la composición en función de las condiciones de cultivo, principalmente luz y nitrógeno. Si la luz es escasa aumentará el contenido de lípidos como reserva de energía.

Proporcionado en su forma habitual de suplemento como polvo seco, una cantidad de 100 g de espirulina proporciona 290 kilocalorías (1214,2 kJ) y es una fuente rica (20 % o más del valor diario recomendado VD) de numerosos nutrientes esenciales, en particular proteínas, vitaminas B (tiamina, riboflavina y niacina, de las que proporciona 207 %, 306 % y 85 % VD, respectivamente.) y minerales dietéticos, como hierro (219 % VD) y manganeso (90 % VD). El contenido de lípidos de la espirulina es del 8 % en peso proporcionando los ácidos grasos, ácido gamma-linolénico, ácido alfa-linolénico, ácido linoleico, ácido estearidónico, ácido eicosapentaenoico (EPA), docosahexaenoico ácido (DHA) y ácido araquidónico. Aunque en contraste con esas estimaciones de 2003 (de DHA y EPA cada uno con 2 % a 3 % del total de ácidos grasos), la investigación de 2015 indicó que los productos de espirulina "no contenían ácidos grasos omega-3 detectables" (menos del 0,1 %, incluidos DHA y EPA). Un estudio in vitro determinó que diferentes cepas de microalgas producían DHA y EPA en cantidades sustanciales.

### Vitamina B12
La espirulina no contiene vitamina B12 de forma natural, y los suplementos de espirulina no se consideran una fuente confiable de vitamina B12, ya que contienen predominantemente pseudovitamina B12 (Coα-[α-(7-adenyl)]-Coβ-cianocobamida), la cual es biológicamente inactiva en humanos.
En un documento de posición de 2009 sobre dietas vegetarianas, la Asociación Dietética Estadounidense declaró que la espirulina no es una fuente confiable de vitamina B12 activa. La literatura médica advierte de manera similar que la espirulina no es adecuada como fuente de B12.

### Alimentación animal y acuicultura
Se han realizado varios estudios sobre la espirulina como alimento alternativo para animales y acuicultura. La espirulina se puede administrar hasta como un 10 % del alimento en aves de corral y menos del 4 % para las codornices. Incrementar el contenido de espirulina hasta 40 g/kg durante 16 días en pollos de engorde machos de 21 días de edad, dio como resultado una coloración amarilla y roja de la carne y esto puede deberse a la acumulación del pigmento amarillo, zeaxantina. Los cerdos y los conejos pueden recibirla hasta como un 10 % del alimento y el aumento del contenido de espirulina en el ganado resultó en un aumento de la producción de leche y el peso. Se ha establecido la espirulina como materia alimentaria alternativa y refuerzo inmunológico en acuicultura de sabalote, jurel rayado de cultivo, carpa, besugo, tilapia, bagre, cola amarilla, pez cebra, camarón, y abulón y se puede recomendar con seguridad hasta un 2 % de espirulina por día en los alimentos para acuicultura.

### Nutrición de astronautas
A finales de la década de 1980 y principios de la de 1990, tanto la NASA como la Agencia Espacial Europea propusieron la espirulina como uno de los alimentos principales que se cultivarían durante las misiones espaciales de largo plazo.  

## Supuestas propiedades terapéuticas
La publicidad de los suplementos a base de espirulina afirma que tiene efectos antialérgicos, antioxidantes, reguladores de la presión arterial y del colesterol, entre otros. Sin embargo, de acuerdo con el Instituto Nacional de Salud de EE. UU., la evidencia científica es insuficiente para recomendar la espirulina como suplemento para cualquier afección humana, y se necesita más investigación para aclarar si el consumo produce algún beneficio. Hay algunos estudios sobre estos efectos en el ser humano, pero son escasos y su muestra suele ser muy reducida, por lo que en la actualidad no se puede asegurar con rotundidad su utilidad para ninguna de sus indicaciones.
La administración de espirulina se ha investigado como una forma de controlar la glucosa en personas con diabetes, pero la Autoridad Europea de Seguridad Alimentaria rechazó esas propuestas en 2013. La espirulina se ha estudiado como un posible suplemento nutricional para adultos y niños afectados por el VIH, pero no hubo un efecto concluyente sobre el riesgo de muerte, el peso corporal o la respuesta inmunitaria.

## Riesgos
La espirulina puede tener interacciones adversas cuando se toma con medicamentos recetados, particularmente aquellos que afectan el sistema inmunológico y la coagulación de la sangre.

### Seguridad y toxicología
Los organismos productores de espirulina (Arthrospira) pertenecen a las cianobacterias, algunas de las cuales, a diferencia 
de la Arthrospira si producen toxinas, como las microcistinas. Algunos estudios han descubierto que algunos suplementos de espirulina pueden llegar a estar contaminados con microcistinas, aunque a niveles por debajo del límite establecido por el Departamento de Salud de Oregón. Las microcistinas pueden causar molestias gastrointestinales, como diarrea, flatulencia, dolor de cabeza, dolor muscular, enrojecimiento facial y sudoración. Si se usa de forma crónica, puede producirse daño hepático. Los efectos de la exposición crónica incluso a niveles bajos de microcistinas son una preocupación debido al riesgo de toxicidad para varios sistemas de órganos.
Como se mencionó, estos compuestos tóxicos no son producidos por la Arthrospira en sí, pero pueden ocurrir que se presenten en los suplementos como resultado de la contaminación de lotes de espirulina con otras algas azules que sí son productoras de toxinas. Debido a que la espirulina se considera un suplemento dietético en los EE. UU., no se produce una regulación activa que abarque toda la industria de su producción y no existen estándares de seguridad para asegurar su producción o pureza. Los Institutos Nacionales de Salud de EE. UU . Describen los suplementos de espirulina como "posiblemente seguros", siempre que estén libres de contaminación por microcistina, pero "probablemente inseguros" si están contaminados. Dada la falta de estándares regulatorios en los EE. UU., algunos investigadores de salud pública han expresado la preocupación de que los consumidores no pueden estar seguros de que la espirulina y otros suplementos de algas verdiazules estén libres de contaminación. En 1999, Health Canada descubrió que una muestra de espirulina no contenía microcistinab ("... 0/10 muestras de espirulina contenían microcistinas").
La contaminación de los suplementos de espirulina que se pueda llegar a producir por metales pesados también ha suscitado preocupación. La Administración de Alimentos y Medicamentos del Estado de China informó que la contaminación por plomo, mercurio y arsénico estaba muy extendida en los suplementos de espirulina comercializados en China. Un estudio informó la presencia de plomo de hasta 5,1 ppm en una muestra de un suplemento comercial.

### Advertencia sobre la vitamina B12 de la espirulina
La espirulina contiene mayoritariamente una substancia semejante a vitamina B12, pero sin valor como vitamina, y solamente un porcentaje muy pequeño de la vitamina auténtica. Esto significa que no es una fuente confiable de este nutriente, y no debe ser usada como suplemento en caso de déficit de esta vitamina.

### Problemas de seguridad para ciertos grupos
Como todos los alimentos ricos en proteínas, la espirulina contiene el aminoácido esencial fenilalanina (2,6-4,1 g/100 g), que deben evitar las personas que tienen fenilcetonuria, un trastorno genético raro que impide que el cuerpo metabolice la fenilalanina provocando que esta se acumule en el cerebro y cause daños.
Igualmente, la espirulina si llega a estar contaminada con microcistinas, tiene varias toxicidades potenciales, especialmente para los niños, las  cuales incluyen daño hepático, shock, e incluso la muerte.